# Понизовский сельсовет
Понизовский сельсовет — упразднённая административная единица на территории Оршанского района Витебской области Республики Беларусь.
В 2009 году Понизовский сельсовет переименован в Бабиничский сельсовет, центр сельсовета перенесён в центр перенесён в Бабиничи.

## Состав
Понизовский сельсовет включал 1 населённый пункт:
- Лесной — посёлок.